# Перле, Рудольф
Ру́дольф Пе́рле (латыш. Rūdolfs Pērle; 9 мая 1875 — 17 июня 1917) — русский латышский художник.

## Биография
Рудольф Перле родился 9 мая 1875 года в населённом пункте Мери Алсвикской волости Валкского уезда Лифляндской губернии Российской империи (ныне — Смилтенский край Латвии) в семье кузнеца.
Окончил Центральное училище технического рисования барона А. Л. Штиглица в Санкт-Петербурге (1905).
После учёбы остался жить в Петербурге, работал на фабрике резиновых изделий «Треугольник». Живописью занимался в свободное время, участвовал в художественной жизни Петербурга и Риги. Состоял членом петербургского латышского художественного кружка «Рукис», сотрудничал с сатирическим журналом «Свари».
Умер 17 июня 1917 года в Петербурге от аппендицита, перезахоронен на Аумейстерском кладбище в Латвии.

## Творчество
Принимал участие в выставках с 1910 года. Писал в основном пейзажи и натюрморты в технике акварели, пастели и масла. Наиболее известные работы: «Ранняя весна», «Речка» (обе 1909—1910), «Розы» (1911—1912), «Натюрморт с драпировкой» (1913—1914), «Сказочный утёс» (1915—1916), «Серебряная лодка» (1916), «Корабли» (1917).
На раннем этапе испытал значительное влияние символизма, позднее. в экспериментальных работах, был близок к экспрессионизму. Пробовал себя в гравюре, предпочитал технику офорта. Создал портреты М. Мусоргского, Л. Толстого и П. Чайковского.